# Saint-Rhémy-en-Bosses
Saint-Rhémy-en-Bosses é uma comuna italiana da região do Vale de Aosta com cerca de 387 habitantes. Estende-se por uma área de 65 km², tendo uma densidade populacional de 6 hab/km². Faz fronteira com Avise, Bourg-Saint-Pierre (CH-VS), Courmayeur, Gignod, La Salle, Orsières (CH-VS), Saint-Oyen, Saint-Pierre.

## Demografia
| Variação demográfica do município entre 1861 e 2011                               |
|                                                                                   |
| Fonte: Istituto Nazionale di Statistica (ISTAT) - Elaboração gráfica da Wikipedia |